# Steeleye Span

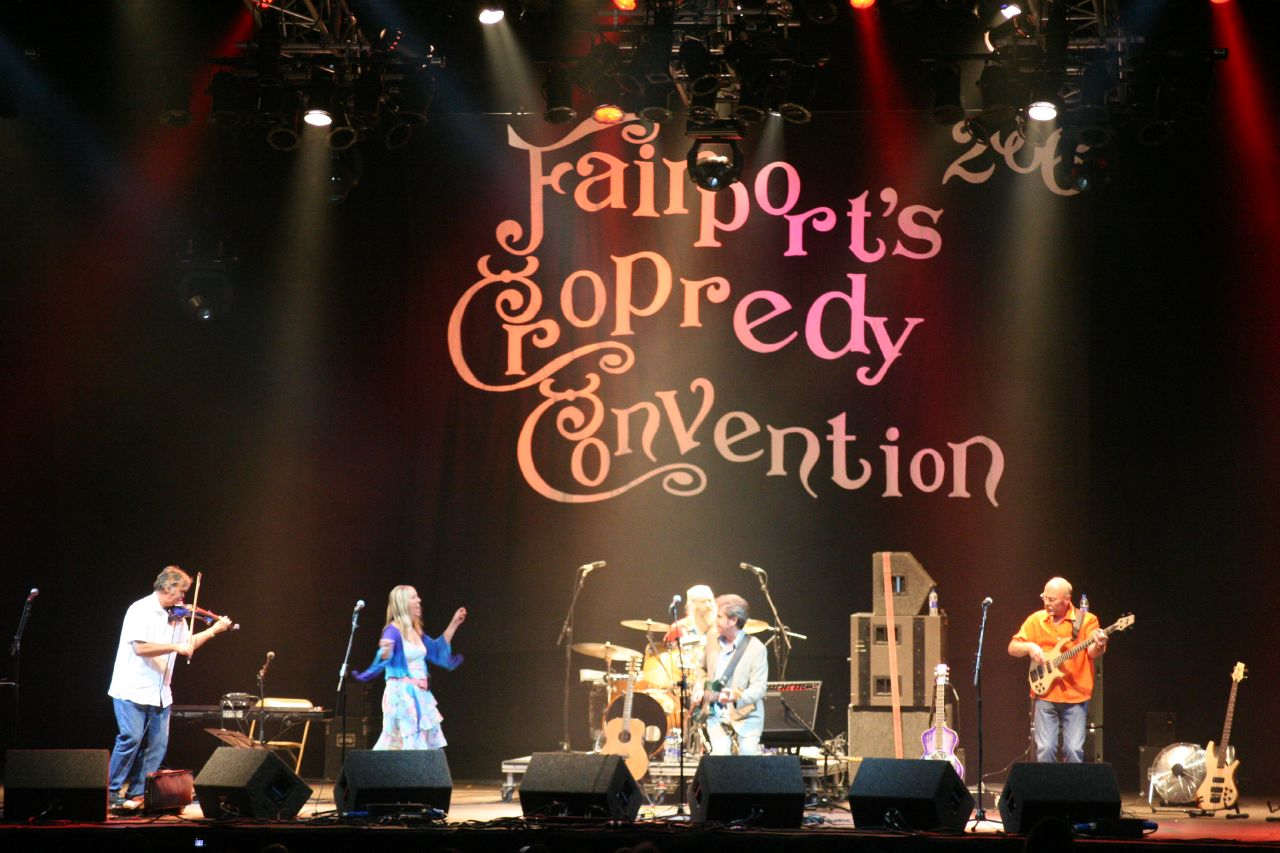
Steeleye Span in 2006

Steeleye Span is een Britse folk-rockgroep, gevormd in 1969 en nog steeds actief, die vooral bekend is geworden met de nummers Gaudete en All around my hat, dat in ca. 1975 een hit was. Met Fairport Convention is Steeleye Span de voornaamste exponent van de opleving in de folkmuziek rond 1970.

## Inleiding
De naam komt van een personage in het traditionele lied "Horkstow Grange" (dat ze overigens pas opnamen toen het gelijknamige album in 1998 uitkwam). In het lied wordt een gevecht beschreven tussen John "Steeleye" Span en John Bowlin, die voor zover bekend geen van beide bestaande personen zijn geweest. Basgitarist Tim Hart had dit lied net leren kennen toen de band zich aan het vormen was. 
De band heeft gespeeld in veel wisselende bezettingen maar toch een sterke continuïteit weten te behouden. 
De voornaamste zangeres Maddy Prior was een van de herkenbaarste geluiden van de band, met een doordringende maar muzikale stem. Op de meeste platen staan een aantal merendeels traditionele liederen, met daarbij een paar instrumentale volksdansnummers zoals de horlepiep. Ze gingen vooral in het begin sterk uit van traditionele Engelse en Keltische motieven. Al hun lp's zijn ook op cd uitgebracht. 
De band bestond bij de oprichting in 1969 uit basgitarist Ashley Hutchings, Tim Hart en zijn partner Maddy Prior, en het echtpaar Terry (eerder bij Sweeney's Men, later ook bij The Pogues) en Gay Woods. 
In die tijd was het ongebruikelijk om twee zangeressen te hebben. Ze zijn in deze samenstelling ook nooit opgetreden, en na de eerste plaat (Hark! The Village Wait (1970)) vertrok het echtpaar Woods weer. 
In hun plaats kwamen Martin Carthy en violist Peter Knight. Nu was een meer stabiele groep ontstaan die ook concerten in het land gaf op kleinere podia en twee platen opnam, Please to See the King (1971) en Ten Man Mop, or Mr. Reservoir Butler Rides Again (1972).
De groep bleef ook in de decennia daarna actief met verscheidene wisselingen in de bezetting.
In juni 2019 komt het 24e studioalbum Est'd 1969 uit. In dit jaar viert de groep zijn 50-jarige bestaan. De tegenwoordige samenstelling is Maddy Prior (zang), Benji Kirkpatrick, Andrew Sinclair, Julian Littman, Roger Carey, Jessie May Smart (fiddle) en Liam Genockey (drums en percussie). Er wordt oud en recenter Steeleye Span-materiaal gespeeld.

## Discografie
Heruitgaven, verzamelalbums en niet-reguliere livealbums niet vermeld.
Studioalbums
Hark! The Village Wait (1970)
Please to See the King (1971)
Ten Man Mop, or Mr. Reservoir Butler Rides Again (1972)
Below the Salt (1972)
Parcel of Rogues (1973)
Now We Are Six (1974)
Commoner's Crown (1975)
All Around My Hat (1975)
Rocket Cottage (1976)
Storm Force Ten (1977)
Sails of Silver (1980)
Back in Line (1986)
Tempted and Tried (1989)
Time (1996)
Horkstow Grange (1998)
Bedlam Born (2000)
Present--The Very Best of Steeleye Span (2002)
They Called Her Babylon (2004)
Winter (2004)
Bloody Men (2006)
Cogs, Wheels and Lovers (2009)
Wintersmith (2013)
Dodgy Bastards (2016)
Est'd 1969 (2019)
Livealbums
Live at Last (1978)
Tonight's the Night...Live (1992)
The Collection: Steeleye Span in Concert (1994)
The Journey (1999)
Folk Rock Pioneers in Concert (2006)
Live at a Distance (2009)
Now We Are Six Again (2011)
Singles
Rave On / Reels / Female Drummer (1971)
Jigs and Reels (1972)
John Barleycorn / Bride's Favourite / Tansey's Fancy (1972)
Gaudete / The Holly and the Ivy (1972)
The Mooncoin Jig (1974)
Thomas the Rhymer (1974)
New York Girls / Two Magicians (1975)
All Around My Hat / Black Jack Davy (1975)
Rave On / False Knight on the Road (1976)
Hard Times of England / Cadgwith Anthem (1976)
London / Sligo Maid (1976)
Fighting for Strangers / The Mooncoin Jig (1976)
The Boar's Head Carol / Gaudete / Some Rival (1977)
Rag Doll / Saucy Sailor (1978)
Sails of Silver / Senior Service (1980)
Gone to America / Let Her Go Down (1981)
Somewhere in London / Lanercost (1985)
Padstow / First House in Connaught / Sailor's Bonnet (1989)
Following Me / Two Butchers (1989)
The Fox / Jack Hall (1990)
Dvd's
Classic Rock Legends (2002)
A Twentieth Anniversary Celebration (2003)
The 35th Anniversary World Tour 2004 (2005)
Live at a Distance (2009)

### NPO Radio 2 Top 2000
| Nummer met noteringen in de NPO Radio 2 Top 2000 | '99  | '00  | '01 | '02  | '03  | '04  | '05  | '06  | '07  | '08  |
| ------------------------------------------------ | ---- | ---- | --- | ---- | ---- | ---- | ---- | ---- | ---- | ---- |
| All Around My Hat                                | 1065 | 1242 | 751 | 1134 | 1403 | 1324 | 1441 | 1589 | 1650 | 1453 |

1. ↑  Een vetgedrukt getal geeft de hoogste notering aan.
2. ↑  Deze tabel is bijgewerkt tot en met de laatste editie (2024).